# کی سیج
 کی سیج (انگلیسی: Kay Sage؛ ۲۵ ژوئن ۱۸۹۸ – ۸ ژانویهٔ ۱۹۶۳) یک نقاش اهل ایالات متحده آمریکا بود.